# 양쥐돔과
양쥐돔과(Acanthuridae)는 양쥐돔목에 속하는 조기어류과의 하나이다. 열대 수역, 주로 산호초 주변에서 서식하는 바다 물고기로 구성되어 있다. 쥐돔과 남양쥐돔, 보라양쥐돔, 실꼬리표문쥐치, 작은뿔표문쥐치, 큰뿔표문쥐치, 표문쥐치, 점양쥐돔, 무늬양쥐돔, 양쥐돔, 흰꼬리띠양쥐돔, 빗질양쥐돔, 마타양쥐돔, 흑갈양쥐돔, 제주표문쥐치, 몬로비아양쥐돔 등을 포함하고 있다.

## 하위 속
- 양쥐돔속 (Acanthurus)
- 크테노카이투스속 (Ctenochaetus)
- 표문쥐치속 (Naso)
- 남양쥐돔속 (Paracanthurus)
- 쥐돔속 (Prionurus)
- 노랑양쥐돔속 (Zebrasoma)

## 계통 분류
다음은 베탕쿠르(Betancur) 등의 연구에 기초한 계통 분류이다.
|  | 루바르과                                              |
|  |                                                       |
|  | \| \| 깃대돔과 \| \| \| \| \| \| 양쥐돔과 \| \| \| \| |
|  |                                                       |
|  | 깃대돔과                                              |
|  |                                                       |
|  | 양쥐돔과                                              |
|  |                                                       |

|  | 깃대돔과 |
|  |          |
|  | 양쥐돔과 |
|  |          |